# Вільям Джардін
Ві́льям Джарді́н (англ. William Jardine; 23 лютого 1800, Единбург — 21 листопада 1874, Сандан, острів Вайт) — сьомий новошотландський баронет, шотландський натураліст і орнітолог.

## Праці
- The natural history of humming-birds (1833)
- The natural history of fishes of the perch family (1835)
- The natural history of the Nectariniadae, or sun-birds (1843)
- Memoirs of Hugh Edwin Strickland, M.A. (1858)

## Описані види
- Ortalis ruficauda Jardine, 1847
- Puma Jardine, 1834